# Ronald Allen (cestista)
Ronald Lee Allen (Los Angeles, 12 settembre 1984) è un ex cestista e allenatore di pallacanestro statunitense, professionista nella NBDL.